# Orísoain
Orísoain település Spanyolországban, Navarra autonóm közösségben. Orísoain Leoz, Garínoain és Olóriz községekkel határos. Lakosainak száma 72 fő (2024).

## Népesség
A település népessége az elmúlt években az alábbi módon változott:
| Lakosok száma | 100  | 85   | 84   | 82   | 89   | 94   | 90   | 79   | 87   | 72   |
|               | 2001 | 2004 | 2006 | 2009 | 2011 | 2014 | 2016 | 2019 | 2021 | 2024 |